# Hermann Weigand
Hermann Weigand (* 2. Februar 1854 in Bromberg; † 16. Oktober 1926 in Berlin; vollständiger Name: Hermann Eduard Karl Emil Ferdinand Weigand) war ein deutscher Architekt bzw. Bauingenieur und Baubeamter. Er arbeitete als Stadtbaurat in Rixdorf, dem heutigen Berlin-Neukölln.

## Ausbildung und Werke
Nach einem Studium an der Technischen Hochschule Charlottenburg legte er das Zweite Staatsexamen ab. Von 1890 bis 1904 arbeitete Weigand als Regierungsbaumeister (Assessor) für Hoch- und Tiefbau im öffentlichen Dienst; er hatte seine Wohnung in der Sonnenallee 244. Von 1904 bis 1921 amtierte er als Stadtbaurat für Tiefbau in Rixdorf bzw. Neukölln. Unter seiner Leitung und Planung entstanden dort über 20 Gebäude, vor allem Schulen. Mindestens ebenso wichtig waren seine Planungen und der danach ausgeführte Bau einer Kanalisationsanlage mit Rieselgütern und -feldern in Waßmannsdorf und Boddinsfelde in Brusendorf im Rahmen des Hobrecht-Planes. Schließlich erwarb sich Weigand Verdienste beim Ausbau des Neuköllner Schifffahrtskanals.
Sein Engagement in der Verwaltung wurde durch die Verleihung des Titels Stadtältester im Jahr 1924 gewürdigt.

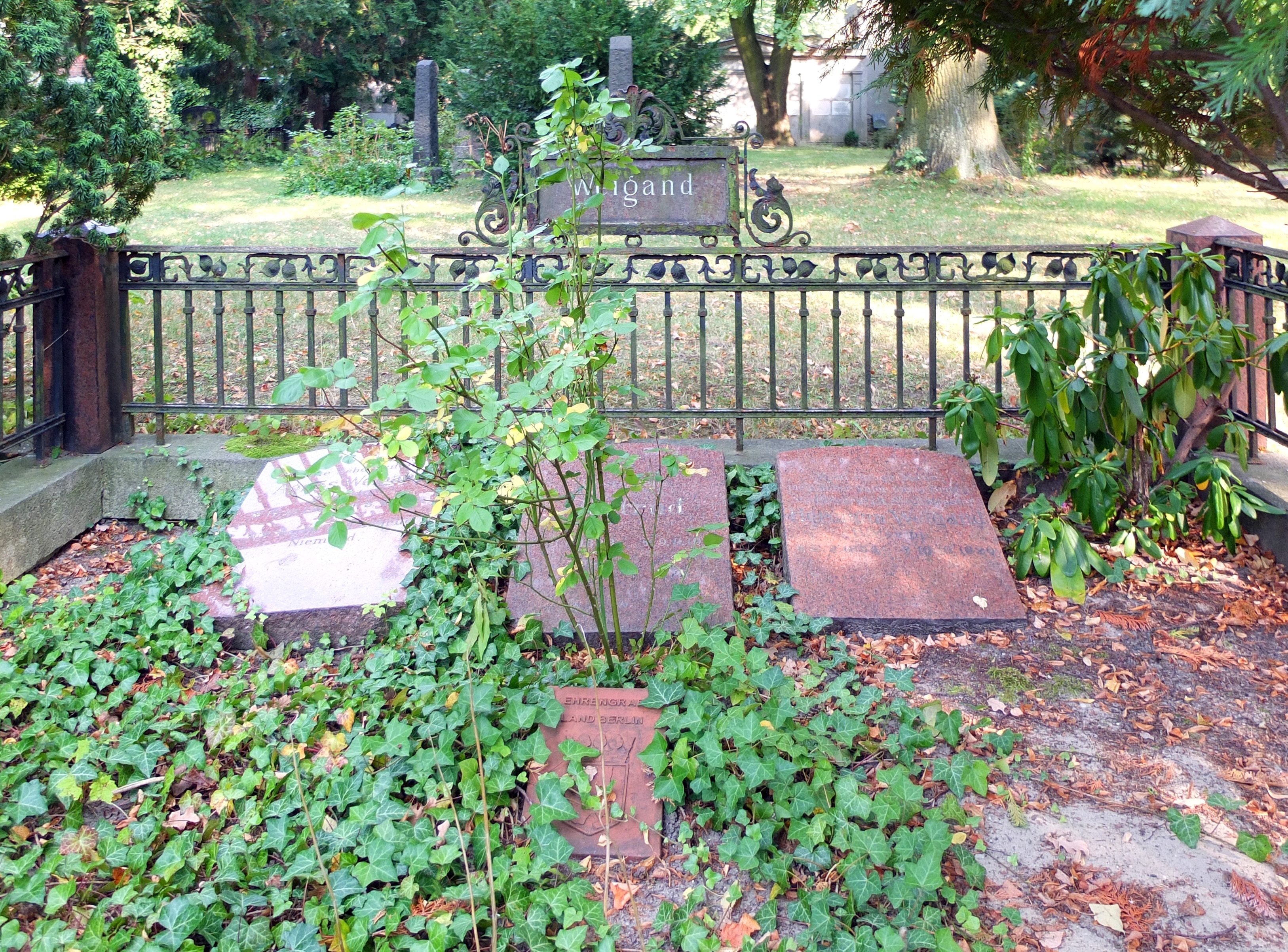
Grabstätte

Sein Grab auf dem Friedrichswerderschen Friedhof II an der Bergmannstraße in Berlin-Kreuzberg ist eine Berliner Ehrengrabstätte.
An ihn erinnert das Weigandufer des Neuköllner Schifffahrtskanals in Berlin-Neukölln, das bereits zu seinen Lebzeiten am 2. Mai 1904 diesen Namen erhielt.